# Annabel Guye-Johnson
Annabel Elizabeth Guye-Johnson (15 de marzo de 2000) es una deportista británica que compite en natación. Ganó una medalla de bronce en el Campeonato Mundial Junior de Natación de 2017, en la prueba de 200 m braza.